# Кёниг, Осип Осипович
Осип Осипович Кениг (25 декабря 1831, Штутгарт — 14 (26) марта 1894, Санкт-Петербург) — российский писатель
 и юрист, уроженец Штутгарта.
Родился в Штутгарте 25 декабря 1831 года. Первоначальное воспитание получил в Штутгартской гимназии, затем слушал учился в Тюбингенском и Гейдельбергском университетах.
Впервые прибыл в Россию в 1851 году.  В 1853 году получил в Гейдельбергском университете степень доктора философии за работу «De jure private, quod dicitur internationale».
Поселившись в России в конце 1850-х годов, в 1860 году защитил в Харьковском Университете диссертацию на степень магистра уголовного права. 
В 1866 году стал сверхштатным преподавателем латинского языка в 5-й Санкт-Петербургской гимназии. С 1868 года он был штатным преподавателем латинского языка во Второй Санкт-Петербургской гимназии; преподавал преимущественно в старших классах. В 1869 году он также исполнял должность комнатного надзирателя, а с 1870 года — воспитателя при пансионе 2-й гимназии, с 1871 года — должность классного наставника.
Напечатал: «Критический разбор влияния христианства на развитие семейного права преимущественно у римлян» (Библиотека для чтения. — Январь 1861 г.), «Савиньи и его отношение к современной юриспруденции» («Русский вестник». — Т. 44, 1863, апрель) и др.